# Klaus-Christoph Steinkopff
Klaus-Christoph Steinkopff (* 14. Juni 1935 in Berlin) ist ein deutscher Generalmajor außer Dienst des Heeres der Bundeswehr.

## Leben
Steinkopff absolvierte das Abitur und trat 1957 in die Panzerjägertruppe der Bundeswehr ein. Er wurde zum Offizier ausgebildet und hatte Verwendungen als Zugführer, S2/S1-Offizier, S3-Offizier, Kompaniechef und Adjutant eines Kommandierenden Generals. Von 1966 bis 1968 absolvierte er den 9. Generalstabslehrgang Heer an der Führungsakademie der Bundeswehr in Hamburg, wo er zum Offizier im Generalstabsdienst ausgebildet wurde, und anschließend den spanischen Generalstabslehrgang in Madrid. Er war G1 und dann G3 einer Panzergrenadierdivision, Adjutant beim Stellvertreter des Generalinspekteurs der Bundeswehr, besuchte das NATO Defense College in Rom, war Bataillonskommandeur eines Panzerjägerbataillons, G3 Führung/Organisation im Heeresamt in Köln und Verteidigungsattaché an der Deutschen Botschaft Madrid.
Als Oberst führte er vom 1. Oktober 1980 bis 30. September 1981 die Panzerbrigade 14 „Hessischer Löwe“ in Neustadt. Anschließend wurde er Leiter des deutschen Militärattachéstabes in Washington, D.C. Von 1986 bis 1990 führte er die 6. Panzergrenadierdivision in Neumünster. 1989 erhielt er das Verdienstkreuz 1. Klasse des Verdienstordens der Bundesrepublik Deutschland und war anschließend bis 1992 Chef des Stabes und Deutscher Dienstältester Offizier bei der Central Army Group der NATO. Ab März 1992 war er stellvertretender Chef des Stabes für Operationsführung im Supreme Headquarters Allied Powers Europe in Mons in Belgien.
2003 promovierte er über die geostrategische Bedeutung der Kimbrischen Halbinsel in der westlichen Verteidigungsplanung von 1955 bis 1967.
Steinkopff ist verheiratet und hat drei Kinder.

## Veröffentlichungen
- Die geostrategische Bedeutung der Cimbrischen Halbinsel in der westlichen Verteidigungsplanung 1955–1967. Kiel 2003.